# Prionus spinipennis
Prionus spinipennis är en skalbaggsart som beskrevs av Hovore och Turnbow 1984. Prionus spinipennis ingår i släktet Prionus och familjen långhorningar. Inga underarter finns listade i Catalogue of Life.